# Associazione Calcio Rapallo Ruentes 1914 1965-1966
Questa voce raccoglie le informazioni riguardanti l'Associazione Calcio Rapallo Ruentes  nelle competizioni ufficiali della stagione 1965-1966.

## Rosa
| N. |                   | Ruolo | Calciatore            |
| -- | ----------------- | ----- | --------------------- |
|    | Italia (bandiera) | C     | Alberto Bedin         |
|    | Italia (bandiera) | C     | Marino Bellomo        |
|    | Italia (bandiera) | D     | Giampiero Biada       |
|    | Italia (bandiera) | C     | Francesco Brancaleoni |
|    | Italia (bandiera) | A     | Virginio Canzi        |
|    | Italia (bandiera) | A     | Giorgio Cavicchioli   |
|    | Italia (bandiera) | D     | Franco Cresci         |
|    | Italia (bandiera) | C     | Angelo Desio          |
|    | Italia (bandiera) | A     | Silvano Galli         |

| N. |                   | Ruolo | Calciatore        |
| -- | ----------------- | ----- | ----------------- |
|    | Italia (bandiera) | P     | Pierluigi Giunti  |
|    | Italia (bandiera) | D     | Enrico Hanset     |
|    | Italia (bandiera) | A     | Franco Lanza      |
|    | Italia (bandiera) | D     | Osvaldo Motto     |
|    | Italia (bandiera) | C     | Vincenzo Occhetta |
|    | Italia (bandiera) | C     | Sergio Osterman   |
|    | Italia (bandiera) | A     | Lorenzo Rollando  |
|    | Italia (bandiera) | P     | Giorgio Selvatici |
|    | Italia (bandiera) | C     | Luigi Villa       |